# Discoglypha parvifloris
Discoglypha parvifloris är en fjärilsart som beskrevs av Louis Beethoven Prout 1917. Discoglypha parvifloris ingår i släktet Discoglypha och familjen mätare. Inga underarter finns listade i Catalogue of Life.